# トゥール美術館
トゥール美術館（トゥールびじゅつかん、仏: Musée des beaux-arts de Tours) は、フランスのアンドル＝エ＝ロワール県トゥールにある美術館である。

## 沿革
サン・ガシアン大聖堂に隣接して建つ大司教の館を改装したもので、1910年に開館した。

## コレクション
19世紀から20世紀のフランス国内外の絵画を中心に展示している。アンドレア・マンテーニャの『キリストの復活』と『オリーブ園のキリスト』は有名。その他にはルーベンス、レンブラント、クロード・ヴィニョン、フランソワ・ブーシェ、ウジェーヌ・ドラクロワ、テオドール・シャセリオー、エドガー・ドガ、モーリス・ドニなどを所蔵している。

## ギャラリー

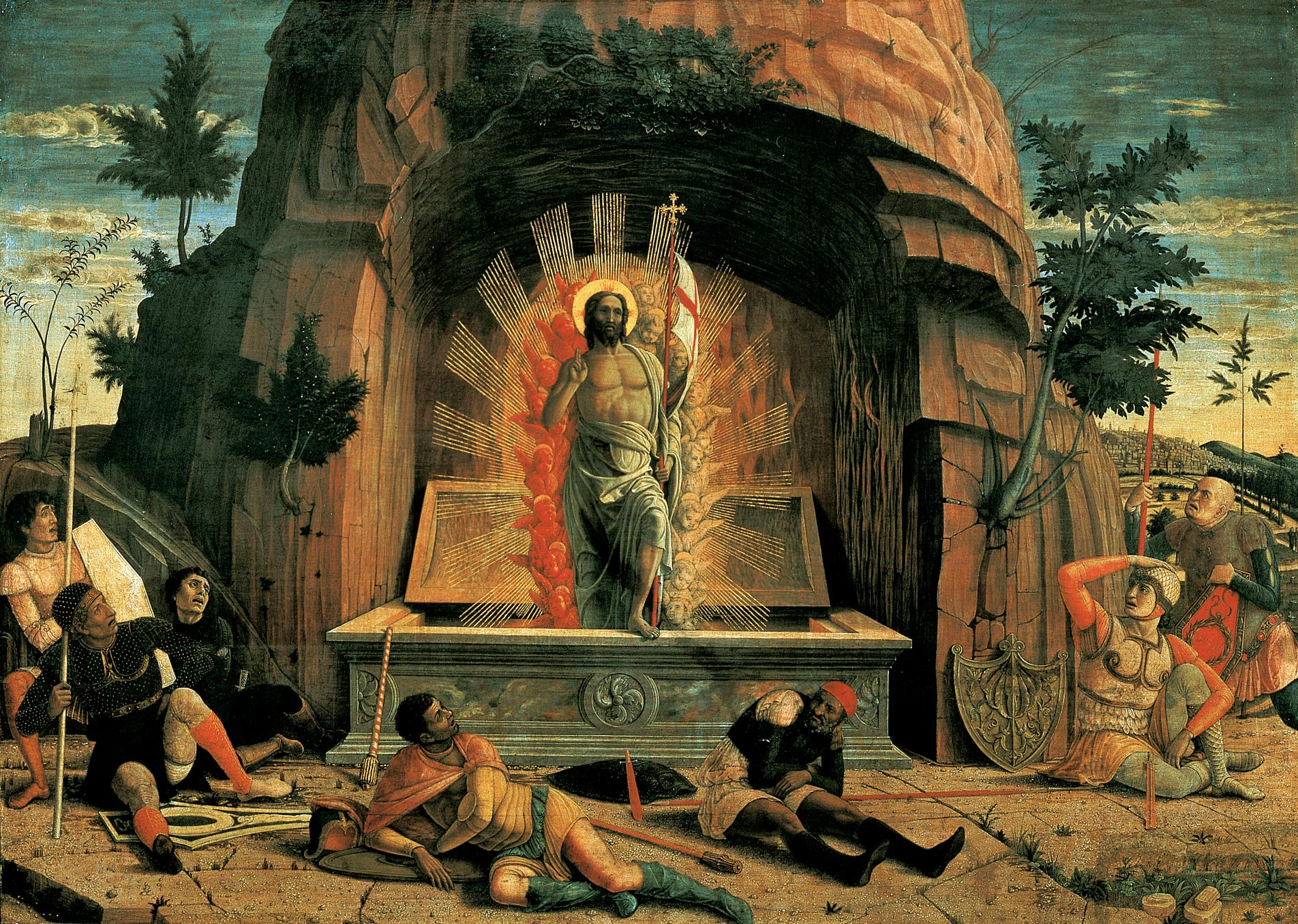
アンドレア・マンテーニャ『復活』1457年-1459年
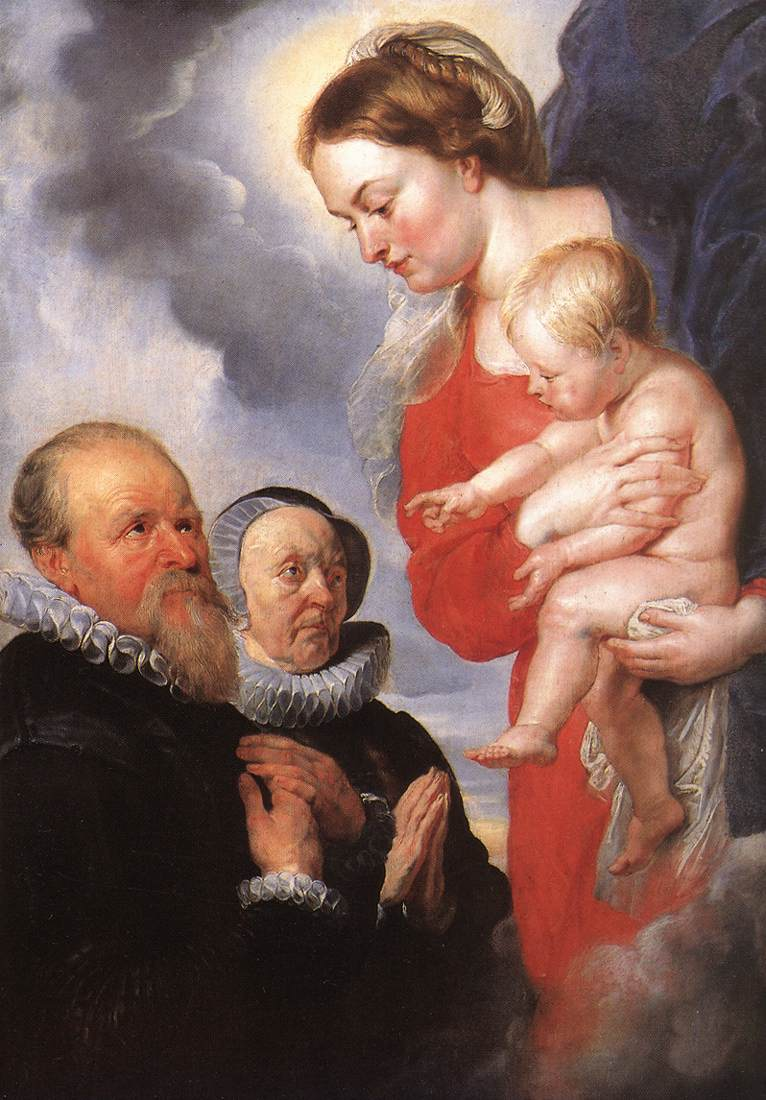
ピーテル・パウル・ルーベンス『聖母子と寄進者アレクサンドル・グボーと妻のアンナ・アントニーの肖像』1604年頃
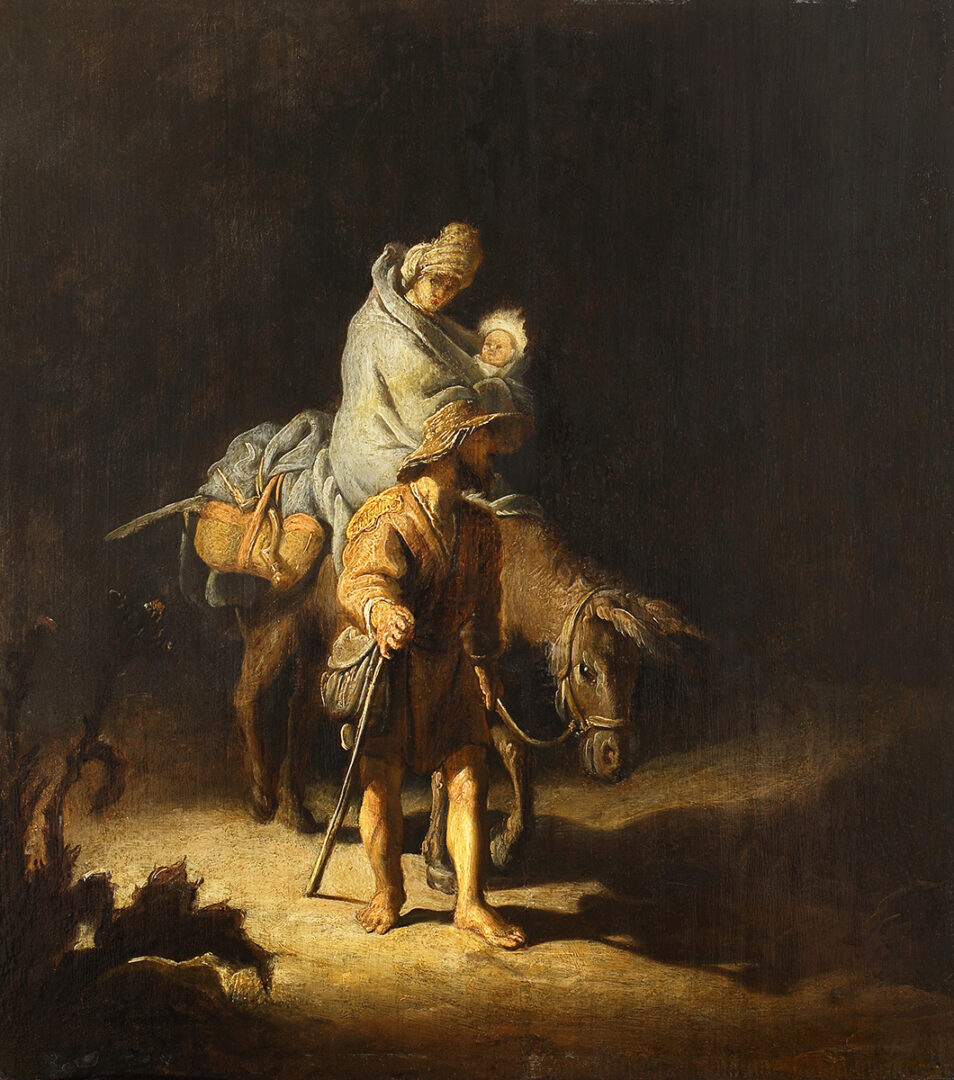
レンブラント・ファン・レイン『エジプトへの逃避』1627年
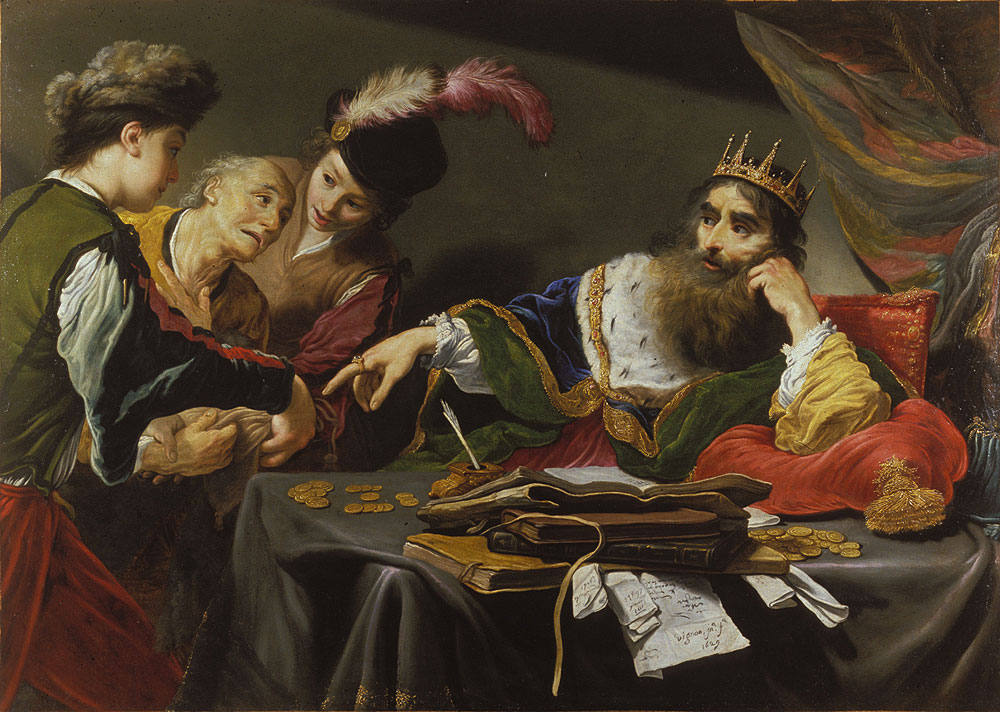
クロード・ヴィニョン『無慈悲な僕のたとえ話』1629年
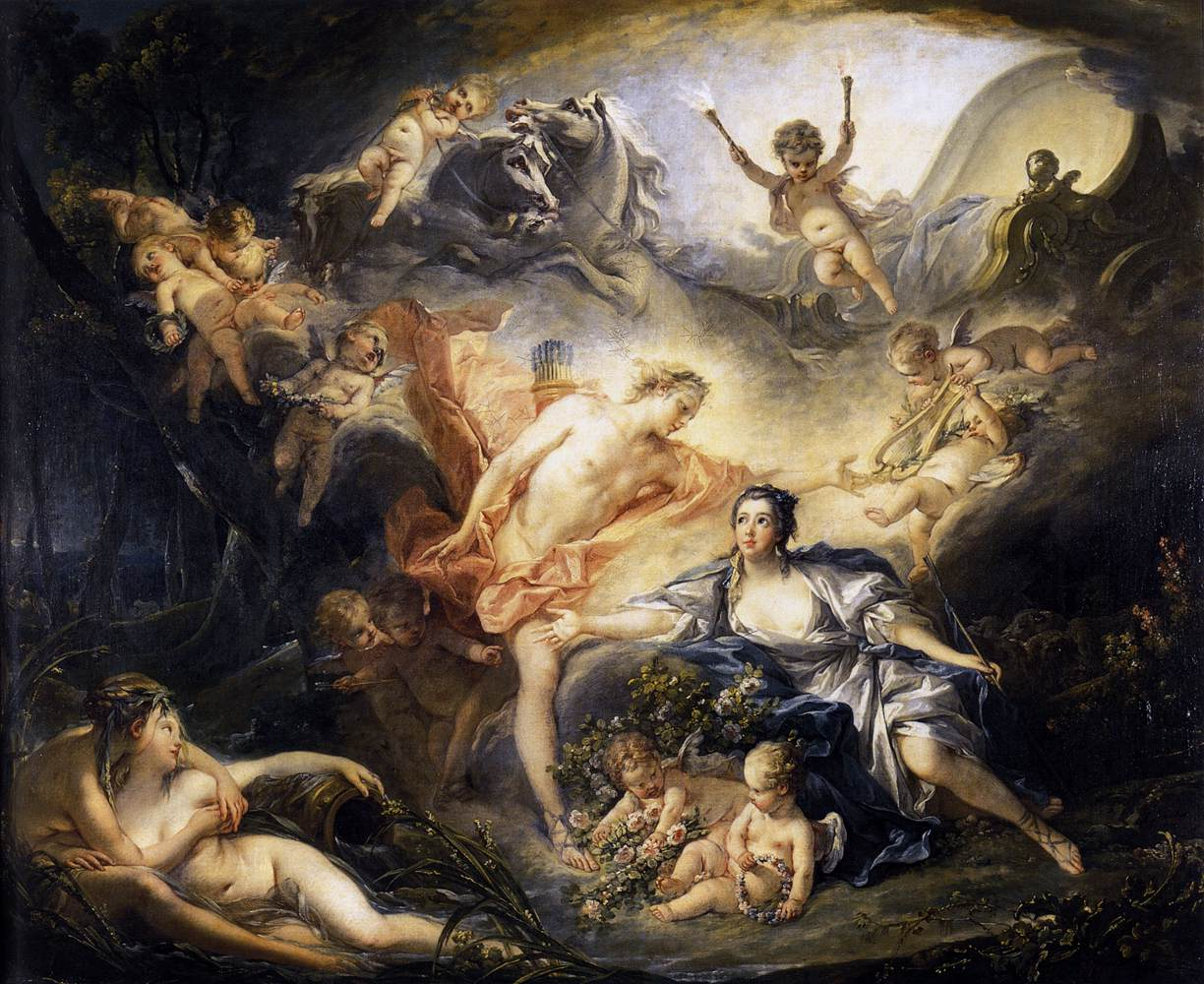
フランソワ・ブーシェ『羊飼いのイッサの前で自分の神性を明らかにするアポロン』1750年

## 参照
1. ↑  “Musée des Beaux-Arts de Tours” (French).   Musées des la Région Centre. 2011年3月22日時点のオリジナルよりアーカイブ。2011年1月13日閲覧。